# Jazz Jamboree
Jazz Jamboree est l'un des plus grands et plus anciens festivals de jazz en Europe. Il se déroule à Varsovie, en Pologne.

## Historique
Le premier festival est organisé par le Hot-Club Hybrydy, sur trois jours, du 18 au 21 septembre 1958, sous le nom de Jazz 58. Les trois premières éditions se sont déroulées dans le club étudiant Stodoła, avec quelques concerts se déroulant à Cracovie. Depuis 1965, toutes les éditions sont organisées dans le théâtre Sala Kongresowa au Palais de la culture et de la science à Varsovie.
Le nom de Jazz Jamboree a été inventé par Leopold Tyrmand.